# طالع‌بینی خروس

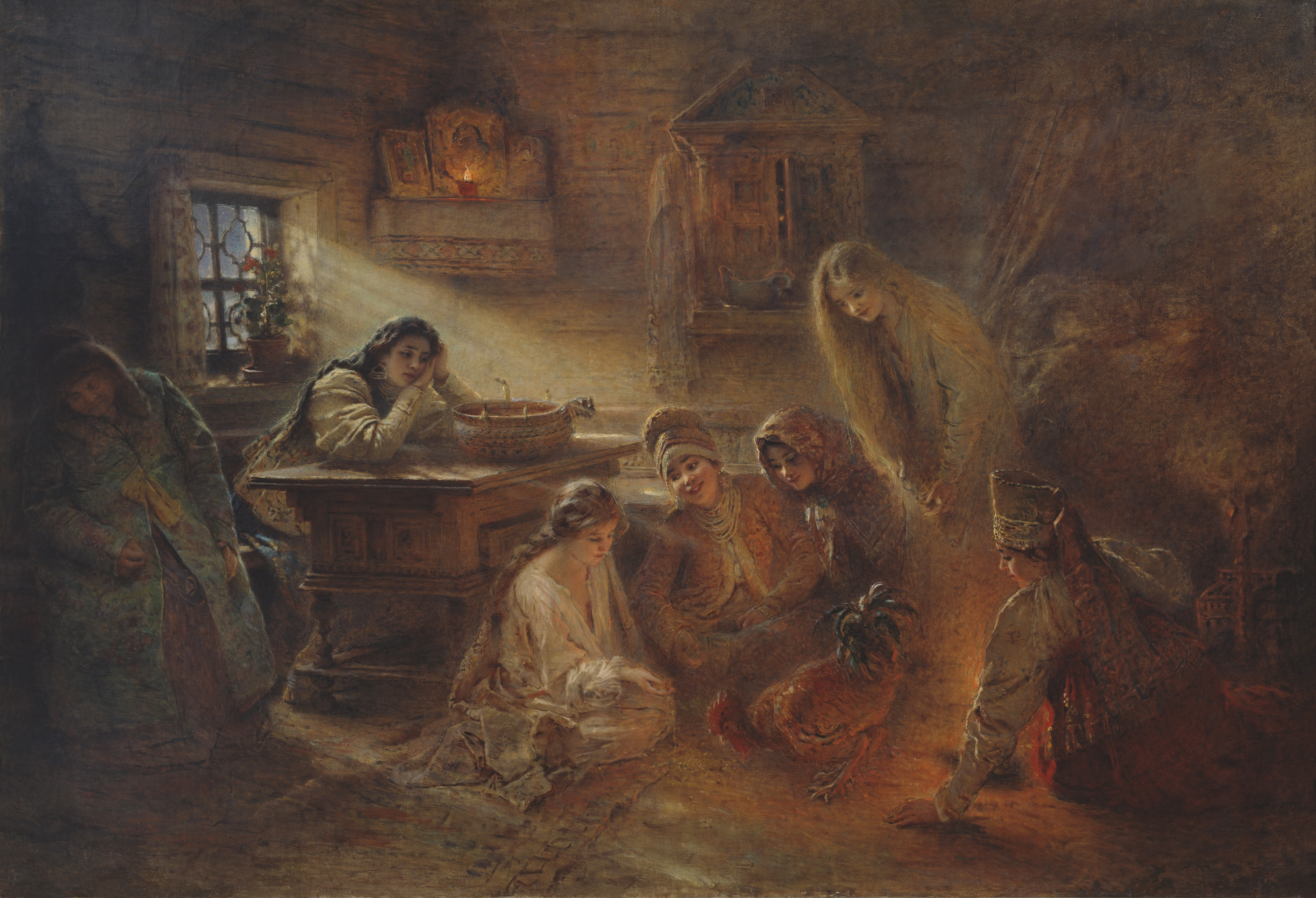
پیشگویی کریسمس اثر کنستانتین ماکوفسکی که یک الکترویومانسی عامیانه روسی را در طول جشن کریسمس ارتدکس شرقی نشان می‌دهد تا ازدواج یک زن جوان را در آینده نزدیک پیش‌بینی کند.

الکترویومانسی یا طالع‌بینی خروس (انگلیسی: Alectryomancy) نوعی پیشگویی است که در آن فال‌گیر یک پرنده یا چند پرنده، یا ترجیحاً یک خروس سفید را مشاهده می‌کند که به دانه‌ای (مانند گندم) که فال‌گیر روی زمین پراکنده کرده‌است، نوک می‌زند. وظیفه «پولولاریوس» تغذیه و نگهداری پرندگان مورد استفاده بود. ناظر ممکن است دانه‌ها را به شکل حروف قرار دهد و بنابراین با توجه به اینکه پرندگان به کدام حروف نوک می‌زنند، یک مکاشفه پیشگویی را تشخیص دهد، یا فال گیرنده ممکن است فقط الگوی به جا مانده از نوک زدن پرندگان را در دانه‌های پراکنده تصادفی تفسیر کند.
در نسخه ای دیگر، ناظر پرنده را در یک مرکز دایره که در اطراف محیط آن الفبا ترسیم شده‌است، با یک تکه دانه در هر حرف به بند می‌بینند. برای هر دانه ای که پرنده نوک می‌زند، ناظر حرفی را می‌نویسد که آن دانه نشان دهنده آن است. ناظر همچنین هر دانه را با خوردن پرنده جایگزین می‌کند تا حروف تکرار شوند. توالی حروف ضبط شده احتمالاً حاوی یک پیام است.

## در روم
خروس‌ها معمولاً در نقاط مختلف جهان برای پیش‌بینی استفاده می‌شدند و در طول اعصار از روش‌های مختلفی استفاده می‌شد. الکترویومانسی بخشی از یک سنت عمیقاً ریشه‌دار در میان رومی‌ها بود، که در آن از مرغ برای انواع پیشگویی‌ها با این باور که حیوان پیشگو است استفاده می‌شد. به همین دلیل،  مرغ/خروس نقش برجسته ای در سیاست عمومی داشت، زیرا هیچ تصمیم مهمی بدون استفاده از حیوان در مراسم پیشگویی گرفته نمی‌شد. که جدای از الکترویومانسی، مرغ و خروس همچنین برای با فالگیرانی که برای خواندن معانی در اندام، پر، پوست، گوشت و استخوان پرنده آموزش دیده بودند، استفاده می‌شد.
آیین‌های فال خروس رومی پیچیده و با سطح فوق‌العاده‌ای از سازمان‌دهی انجام می‌شد که در میان تمدن‌های باستانی که رویه مشابهی داشتند، بی‌نظیر بود. یکی از اولین شکل‌ها توسط اتروسک‌ها ایجاد شد، که با استفاده از یک خروس برای یافتن پاسخ‌هایی برای مشکلات مهم زندگی، آیین‌های پیچیده‌ای از الکترویومانسی را ایجاد کردند. این فرایند شامل یک دایره بود که به بیست قسمت تقسیم شد تا نشان دهنده حروف الفبای اتروسک باشد و هر بخش با غلات پاشیده می‌شد. پرنده در وسط قرار می‌گرفت و دنباله نوک زدن آن به غلات ثبت می‌شد. به‌طور خاص، الکترویومانسی در روم باستان برای شناسایی سارقان استفاده می‌شد.